# Neafrapus
Neafrapus es un género de vencejo de la familia Apodidae.

## Especies
- Neafrapus cassini
- Neafrapus boehmi